# Soare Z. Soare
Soare Z. Soare (n. 27 noiembrie 1894, Galați, România – d. 23 august 1944, București, România) a fost un regizor român.
A studiat la Berlin cu Karl Heinz Martin și apoi cu Max Reinhardt, pe care l-a asistat la montarea unor spectacole. Reîntors în România, a debutat în 1924, punând în scenă Hamlet; au urmat Othello și Neguțătorul din Veneția de Shakespeare. Soare și-a desfășurat activitatea regizorală mai ales la Teatrul Național din București, cuprinzând, într-o viziune bazată mai ales pe fast și culoare scenografică, un vast și variat repertoriu, clasic și modern, de tragedii, drame și comedii originale și străine: Despot-Vodă de Vasile Alecsandri, Slugă la doi stăpâni de Carlo Goldoni, Faust de J.W. Goethe, Sfânta Ioana de George Bernard Shaw, Strigoii de Henrik Ibsen, Livada de vișini de Anton Cehov, Henric al IV-lea de Luigi Pirandello.

## Distincții
- Ordinul Meritul Cultural, în gradul de Cavaler clasa I, pentru teatru (1 februarie 1943)[3]